# Richard Marx (album)
| Recensione | Giudizio |
| ---------- | -------- |
| AllMusic   | [ 3 ]    |

Richard Marx è il primo album in studio del cantante statunitense omonimo, pubblicato nel maggio del 1987 dalla Capitol Records.
Grazie al successo di questo disco, Marx divenne il primo artista solista maschio (e il secondo artista solista in generale - la prima fu Whitney Houston) nella storia della musica a raggiungere la top 3 nella Billboard Hot 100 con quattro singoli estratti da un album di debutto, inclusa la hit Hold On to the Nights che arrivò al primo posto nella metà del 1988. Il primo singolo estratto dall'album, Don't Mean Nothing, raggiunse la prima posizione nella Mainstream Rock Songs nel giugno del 1987.

## Storia
Richard Marx iniziò ventenne la sua carriera musicale a Los Angeles come corista e compositore per altri cantanti. Marx era intenzionato a diventare un artista solista di successo, come dichiarò in un'intervista del 1987:

Il rapporto di Marx con la EMI fu positivo e la lavorazione del disco si svolse tranquillamente:

L'album è stato co-prodotto da David Cole, con cui Marx si trovò molto bene a lavorare. Cole aveva precedentemente prodotto l'album Like a Rock di Bob Seger, che secondo Marx «suonava in modo fantastico»:
Un'altra decisione per Marx fu di scegliere i musicisti che avrebbero suonato nell'album. Il manager di Marx convinse il chitarrista Joe Walsh degli Eagles a suonare nella traccia Don't Mean Nothing. Altri due membri degli Eagles, Randy Meisner e Timothy B. Schmit, hanno anche eseguito i cori nella stessa canzone. Marx venne successivamente nominato ai Grammy Awards 1988 nella categoria Miglior interpretazione rock vocale solista per Don't Mean Nothing.

## Successo
Dall'album vennero estratti cinque singoli, ognuno dei quali ottenne grande successo nelle classifiche. La futura moglie di Richard Marx, Cynthia Rhodes, e l'attore G.W. Bailey apparirono nel videoclip del primo singolo estratto Don't Mean Nothing. L'album si piazzò all'ottavo posto della Billboard Hot 100 e restò in classifica per 86 settimane. L'album fu certificato triplo disco di platino. Nel Regno Unito, l'album entrò in classifica nell'aprile del 1988, rimanendovi per due settimane alla posizione numero 68.
L'album ricevette lodi dal critico musicale Stephen Thomas Erlewine del database musicale online AllMusic, che scrisse: «l'eponimo album di debutto di Richard Marx è stato un disco finemente studiato di pop/rock da classifica», aggiungendo: «composto da brani attentamente costruiti per fare sfracelli nelle radio, non sorprende il fatto che l'album abbia riscosso enorme successo.»

## Tracce
Testi e musiche di Richard Marx, eccetto dove indicato.
1. Should've Known Better – 4:07
2. Don't Mean Nothing – 4:38 (Richard Marx, Bruce Gaitsch)
3. Endless Summer Nights – 4:27
4. Lonely Heart – 3:48 (Richard Marx, Fee Waybill)
5. Hold On to the Nights – 5:07
6. Have Mercy – 4:29
7. Remember Manhattan – 4:14 (Richard Marx, Waybill)
8. The Flame of Love – 3:34 (Richard Marx, Jim Lang)
9. Rhythm of Life – 4:40 (Richard Marx, Michael Omartian)
10. Heaven Only Knows – 5:35

## Formazione
Musicisti
- Richard Marx – voce, tastiere, pianoforte, arrangiamenti (eccetto traccia 8)
- Tom Keane – tastiera, arrangiamenti (traccia 1)
- Michael Omartian – pianoforte
- Rhett Lawrence – tastiera, batteria elettronica, arrangiamenti (tracce 4 e 7)
- Jim Lang – tastiera, batteria elettronica, arrangiamenti (traccia 8)
- Michael Landau, Bruce Gaitsch, Joe Walsh – chitarre
- John Pierce, Nathan East, Patrick O'Hearn, Joe Chemay– basso
- Prairie Prince, John Keane, Tris Imboden – batteria
- Paulinho Da Costa, Alex Acuña – percussioni
- Dave Buroff – sassofono
- Jerry Hey, Bill Reichenbach Jr., Gary Grant, Larry Williams – trombe
- Fee Waybill, Timothy B. Schmit, Randy Meisner, Karyn White, Ruth Marx, Cynthia Rhodes, Terry Williams, Dean Pitchford, Bobby Colomby, Peter Doell, DeWayne Brady, Dick Marx, Loretta Munoz, Ross and Anne Schwartz, Susanne Christian, Susanne Edgren, David/Shelley/Brittney Cole, Julie Landau – cori

Produzione
- Humberto Gatica – produzione registrazione e missaggio (tracce 1, 3 e 10)
- Richard Marx – produzione (tracce 2, 4-9)
- David Cole – produzione, registrazione e missaggio (tracce 2, 4-9), registrazione aggiuntiva (tracce 1, 3 e 10)
- Peter Doell, Karen Siegel, Judy Clapp, Sam Ramos, Stephen Shelton, Jimmy Preziosi – ingegneria del suono
- Wally Traugott – mastering

## Classifiche
| Classifica (1987) | Posizione massima |
| ----------------- | ----------------- |
| Australia         | 7                 |
| Nuova Zelanda     | 45                |
| Regno Unito       | 68                |
| Stati Uniti       | 8                 |
| Svezia            | 34                |